# Lygropia flabelligera
Lygropia flabelligera là một loài bướm đêm trong họ Crambidae.